# Frédéric Desnoyer
Pour les articles homonymes, voir Desnoyer.
Pas d'image ? Cliquez ici

a Compétitions nationales et continentales officielles uniquement.

Frédéric Desnoyer, né le 11 mai 1955 à Objat (Corrèze), est un joueur français de rugby à XV. Avec 1,77 m pour 75 kg, ses postes de prédilection sont trois quart centre ou trois quart aile.
Son frère ainé, Laurent Desnoyer, est également un joueur de rugby à XV au CA Brive.

## Biographie
Frédéric Desnoyer naît le 11 mai 1955 à Objat dans le département français de la Corrèze.
Durant la saison 1973-1974, il prend part à la demi-finale ainsi qu'à la finale, perdue 19 à 10 contre le RC Narbonne, du Challenge Yves du Manoir avec le CA Brive où il est titulaire au poste de centre avec à ses côtés son frère Laurent au poste d'ailier, et également au Challenge Yves du Manoir, au bouclier d'automne, au challenge Béguère, au challenge Cadenat, en Nationale B et en équipe Réserve.
La saison suivant, il est remplaçant lors de la finale du Championnat de France perdue 13 à 12 contre l'AS Béziers par son club et prend part au Challenge Yves du Manoir, au challenge Cadenat et en Nationale B ou il est champion de France.
Il joue également dans le club de l'US Objat, sa commune natale.

## Palmarès
- 1974 : finaliste du Challenge Yves du Manoir avec le CA Brive.
- 1975 : finaliste du Championnat de France avec le CA Brive[5].
- 1975 : champion de France Nationale B avec le CA Brive[6],[7].